# Zásmuky
Město Zásmuky (německy Sasmuk) se nachází v okrese Kolín ve Středočeském kraji asi 16 km jihozápadně od Kolína. Žije zde přibližně 2 200 obyvatel. V roce 2011 zde bylo evidováno 863 adres.
Zásmuky je také název katastrálního území o rozloze 8,51 km².

## Historie
První písemná zmínka o obci pochází z roku 1285, kde se připomíná jako majitel Sulislav ze Zásmuk. Ve 14. až 15. století bylo panství v majetku vladyckého rodu Zásmuckých ze Zásmuk. V období raného baroka ve 2. polovině 17. století Zásmuky získali Šternberkové, kteří přestavěli někdejší tvrz na zámek. Roku 1694 hrabě Adolf Vratislav ze Šternberka založil klášter františkánů s kostelem Stigmatizace sv. Františka Serafinského. Do presbytáře kostela dal převézt náhrobní desku svého slavného předka Jaroslava ze Šternberka.

### Územněsprávní začlenění
Dějiny územněsprávního začleňování zahrnují období od roku 1850 do současnosti. V chronologickém přehledu je uvedena územně administrativní příslušnost obce v roce, kdy ke změně došlo:
- 1850 země česká, kraj Pardubice, politický okres Kolín, soudní okres Kouřim[6]
- 1855 země česká, kraj Čáslav, soudní okres Kouřim
- 1868 země česká, politický okres Kolín, soudní okres Kouřim
- 1939 země česká, Oberlandrat Kolín, politický okres Kolín, soudní okres Kouřim[7]
- 1942 země česká, Oberlandrat Praha, politický okres Kolín, soudní okres Kouřim[8]
- 1945 země česká, správní okres Kolín, soudní okres Kouřim[9]
- 1949 Pražský kraj, okres Kolín[10]
- 1960 Středočeský kraj, okres Kolín
- 2003 Středočeský kraj, obec s rozšířenou působností Kolín

### Rok 1932
V obci Zásmuky (přísl. Vlčí Důl, 1892 obyvatel) byly v roce 1932 evidovány tyto živnosti a obchody:
- Instituce a průmysl: poštovní úřad, telegrafní úřad, telefonní úřad, četnická stanice, 2 katolické kostely, synagoga, klášter, obchodní grémium, společenstvo řezníků, sbor dobrovolných hasičů, výroba cementového zboží, cihelna, lom, mlýn, pila, pivovar, skladiště hospodářského družstva, stavitel, továrna na hospodářské stroje, velkostatek.
- Služby (výběr): 2 lékaři, zvěrolékař, autodoprava, nákladní autodoprava, biografy Bio invalidů a Vzlet, drogerie, 3 elektrotechnické závody, 2 fotoateliéry, 2 hodináři, 8 hostinců, hotel Nová hospoda, hudební škola, obchod s klobouky, 2 knihaři, knihkupectví, kožešník, lékárna, sklenář, 11 obchodů se smíšeným zbožím, soustružník, 2 Občanské záložny, Spořitelna města Kolína, 3 zahradnictví, zednický mistr, obchod železářský.

Ve vsi Doubravčany (458 obyvatel, samostatná ves se později stala součástí Zásmuk) byly v roce 1932 evidovány tyto živnosti a obchody: 3 hostince, 2 koláři, kovář, mlýn, 2 obuvníci, 6 rolníků, sadař, obchod se smíšeným zbožím, obchod se střižním zbožím, trafika, truhlář, velkostatek.
V obci Nesměň (přísl. Buda, Habr, Davídkov, Nouzov, 398 obyvatel, samostatná obec se později stala součástí Zásmuk) byly v roce 1932 evidovány tyto živnosti a obchody: cihelna, 3 hostince, kolář, 2 kováři, 2 mlýny, pokrývač, 11 rolníků, Ruské sanatorium, 2 obchody se smíšeným zbožím, švadlena, tesařský mistr, trafika, truhlář.
Ve vsi Sobočice (300 obyvatel, samostatná ves se později stala součástí Zásmuk) byly v roce 1932 evidovány tyto živnosti a obchody: hostinec, 2 košíkáři, 2 kováři, obchod s lahvovým pivem, 10 rolníků, 2 obchody se smíšeným zbožím, trafika, truhlář.

## Památky
- Zámek Zásmuky – ruinu barokního zámku získala roku 1992 v restituci hraběnka Diana Phipps Sternbergová a opravila ji do současného stavu.
- Kostel Nanebevzetí Panny Marie
- Mariánský sloup
- Bývalý františkánský klášter s kostelem Stigmatizace sv. Františka z roku 1694
- Kaple Narození Panny Marie v Lípách se šternberskou hrobkou. Původní barokní kaple z roku 1681 byla novogoticky přestavěna v 60. letech 19. století.

## Významní rodáci
- Matěj Milota Zdirad Polák (1788–1856), český básník, učitel a důstojník.
- Antonín Cebuský (1816–1884), český a rakouský úředník, spisovatel odborné literatury a osvětový pracovník.
- František Kmoch (1848–1912), český dirigent a skladatel dechové hudby.
- Zdeněk Nemastil (1879–1942), český malíř, krajinář.
- Rudolf Illový (1881–1942), český židovský úředník, publicista, básník a překladatel německé poezie.

## Části obce
- Zásmuky
- Doubravčany
- Nesměň
- Sobočice
- Vršice

## Doprava
Obcí prochází silnice I/2 v úseku Říčany – Doubravčany – Zásmuky – Kutná Hora a silnice III. třídy:
- III/12532 Horní Jelčany – Sobočice
- III/12537 Drahobudice – Sobočice – Zásmuky
- III/33328 Hryzely – III/33333
- III/33329 Doubravčany – Toušice
- III/33330 ze silnice I/2 na Vršice
- III/33331 Zásmuky – svojšice
- III/33333 Zásmuky – Nesměň – Církvice
- III/33334 Nesměň – III/33338
- III/33335 Zásmuky – Mlékovice
- III/33336 Zásmuky – Horní Chvatliny
- III/33338 Bečváry – Sobočice – Vavřinec

Obec Zásmuky leží na železniční trati 013 Bošice – Bečváry. Je to jednokolejná regionální trať, zahájení dopravy bylo roku 1882. V Zásmukách byla úvraťová železniční dopravna. Od roku 2006 je trať bez pravidelné osobní dopravy, od června do září je o víkendech obsluhována Podlipanským motoráčkem společnosti KŽC Doprava.
Obcí vedly v roce 2011 příměstské autobusové linky jedoucí např. do těchto cílů: Kolín, Praha, Říčany, Suchdol (dopravce ČSAD POLKOST, s. r. o.), Bečváry, Kolín, Kouřim (dopravce Okresní autobusová doprava Kolín, s. r. o.). V Zásmukách měla zastávku dálková autobusová linka Lanškroun-Česká Třebová-Litomyšl-Vysoké Mýto-Chrudim-Pardubice-Čáslav-Kutná Hora-Kolín-Praha (v neděli 1 spoj) (dopravce ČSAD Ústí nad Orlicí, a.s.).

## Fotogalerie

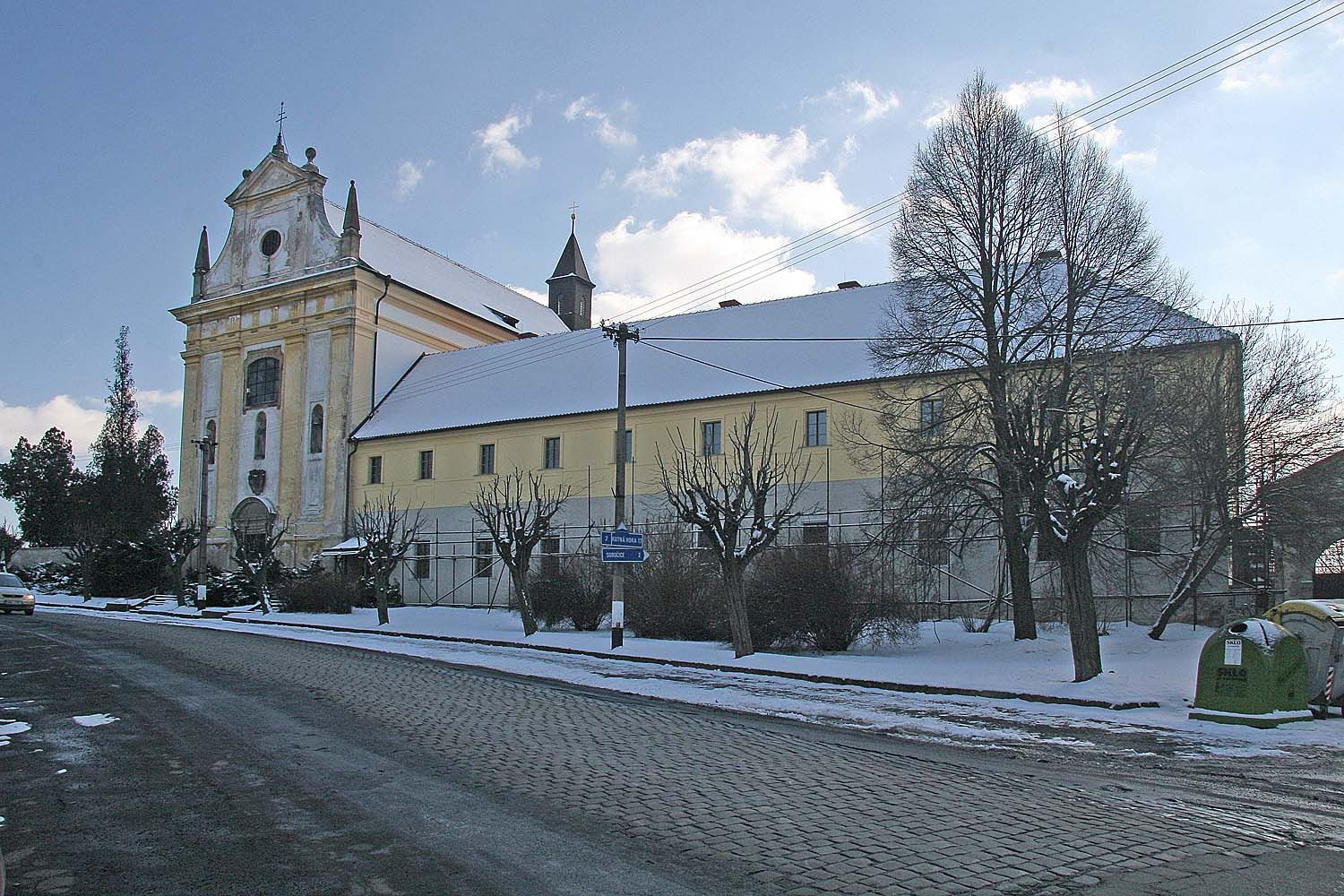
Bývalý františkánský klášter s kostelem svatého Františka Serafinského
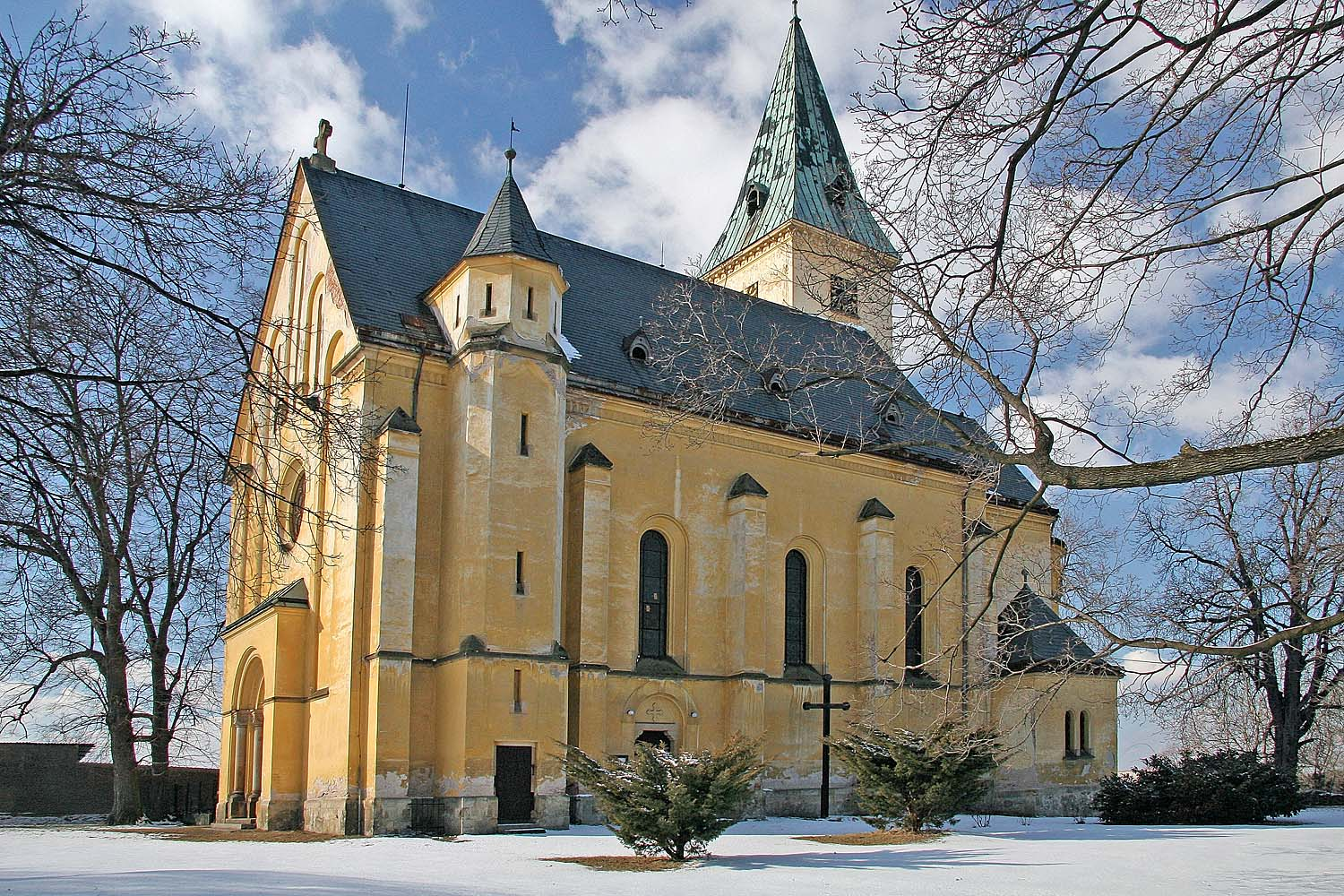
Kostel Nanebevzetí Panny Marie
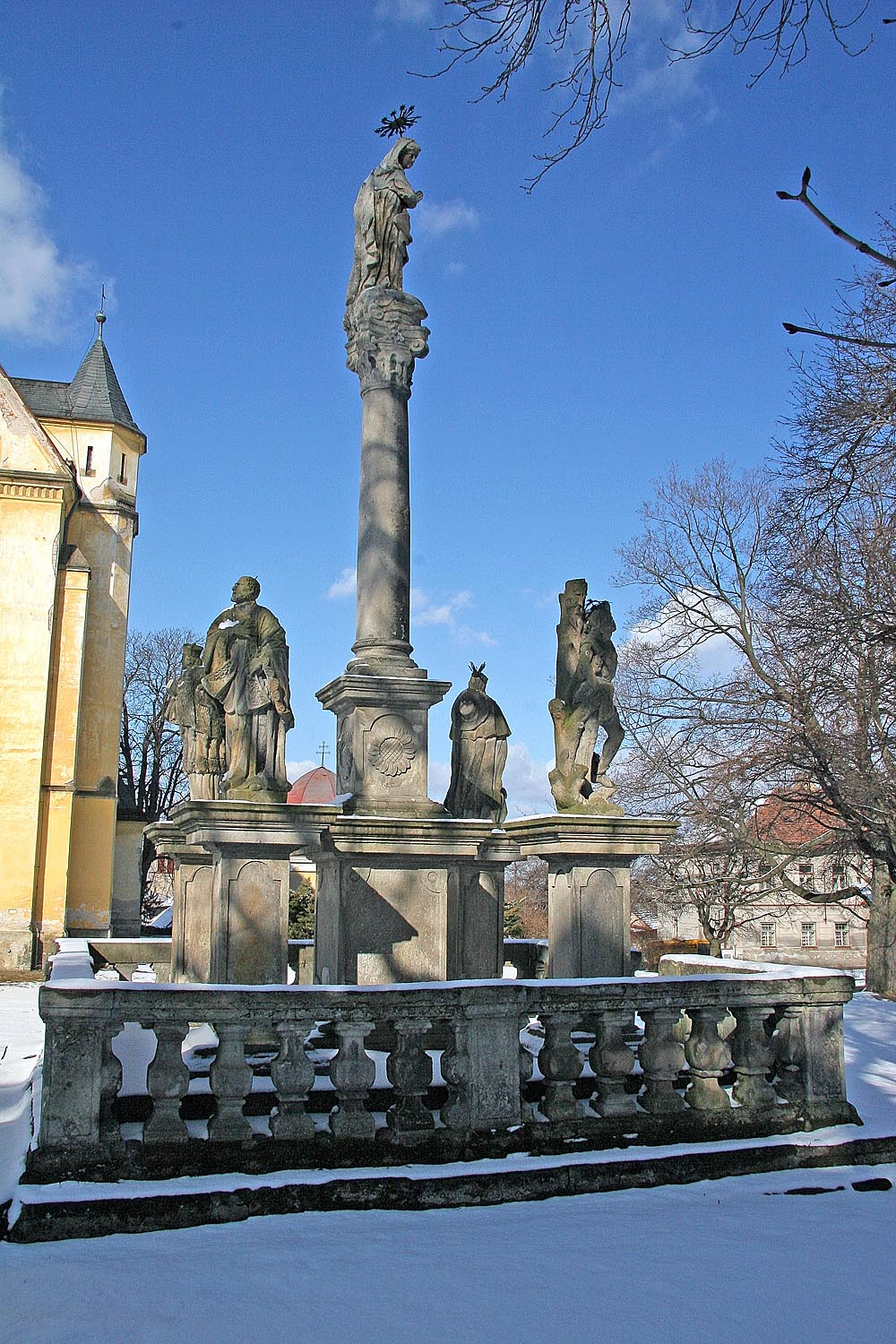
Mariánský sloup u kostela
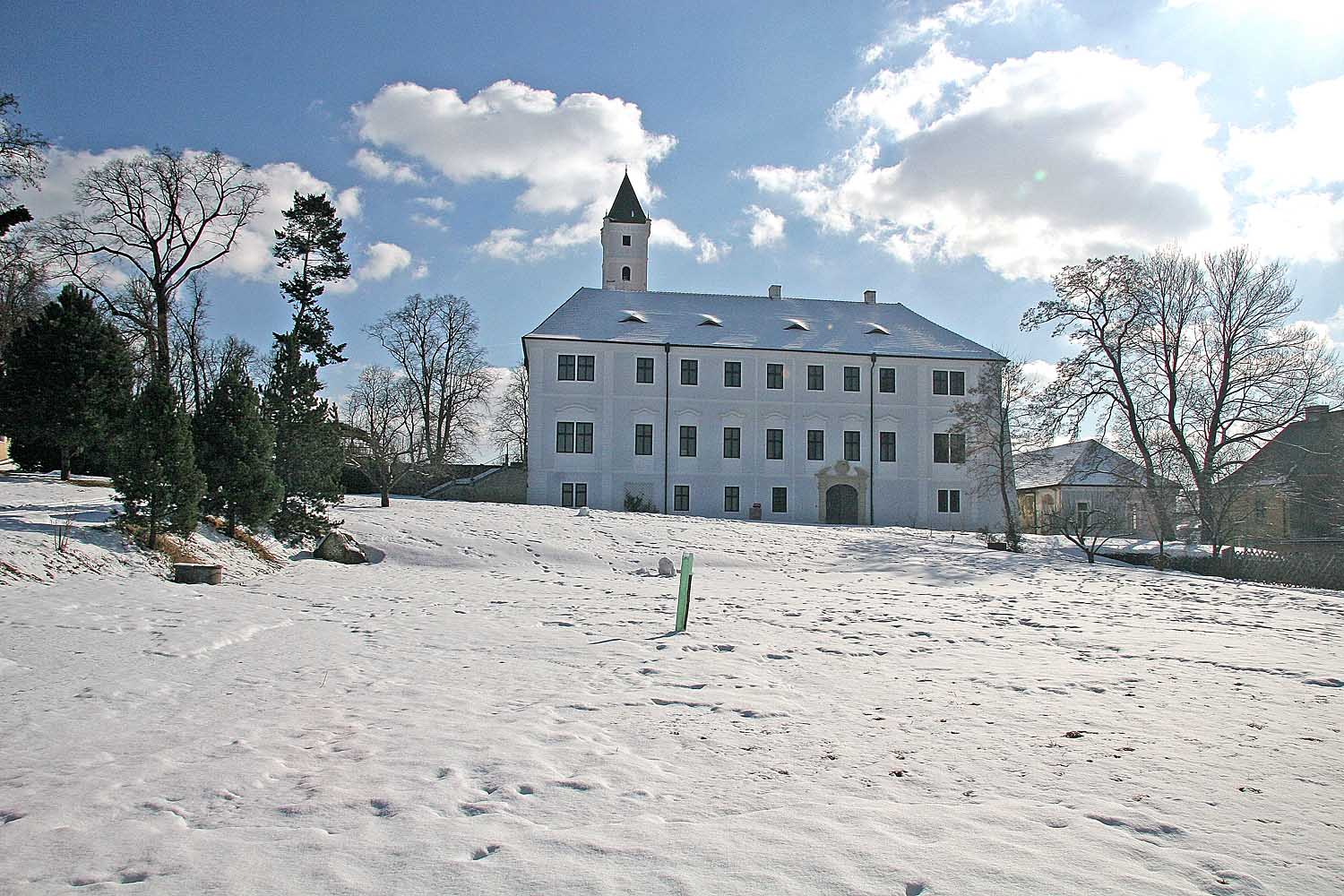
Zámek Zásmuky ze zahrady
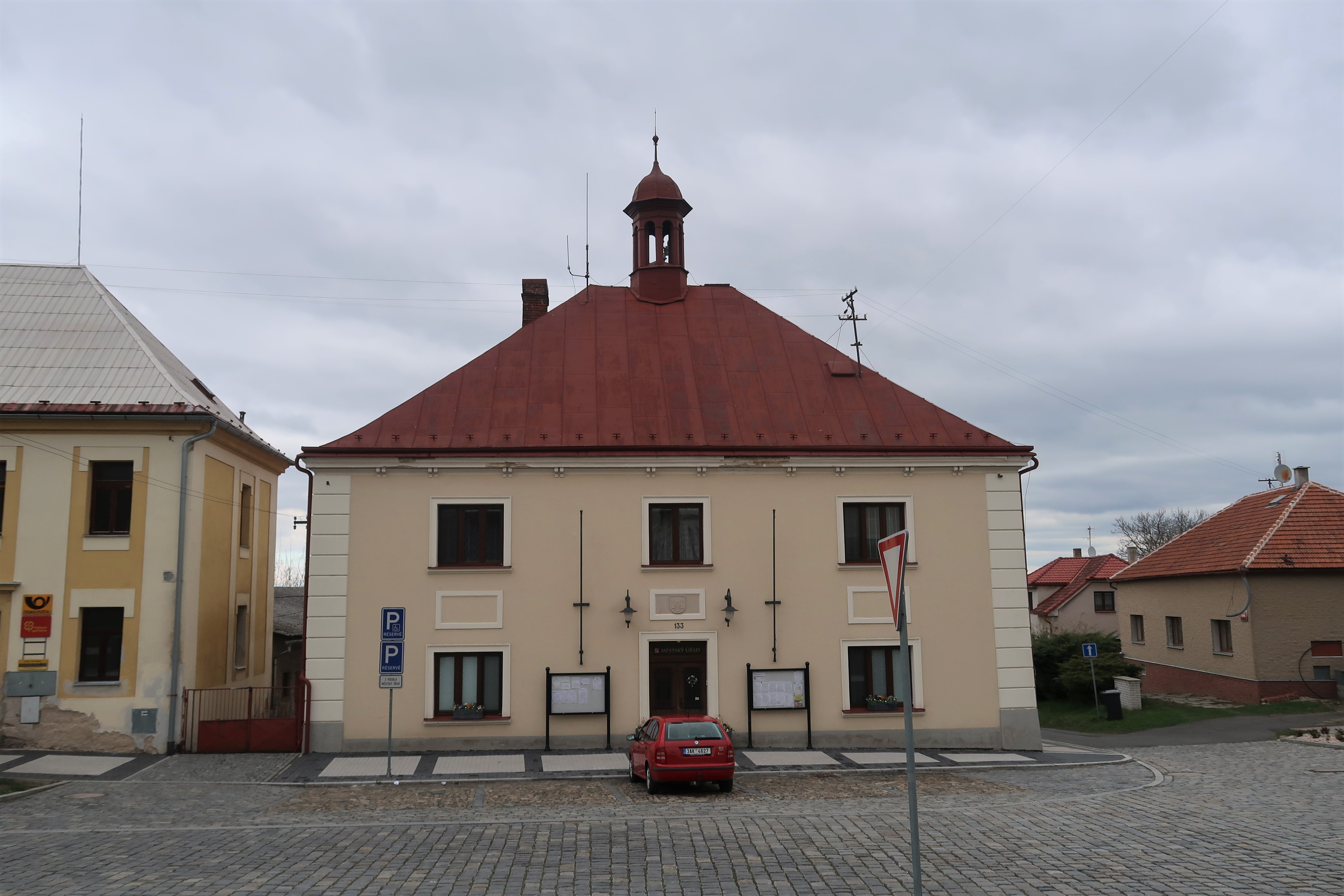
Městský úřad
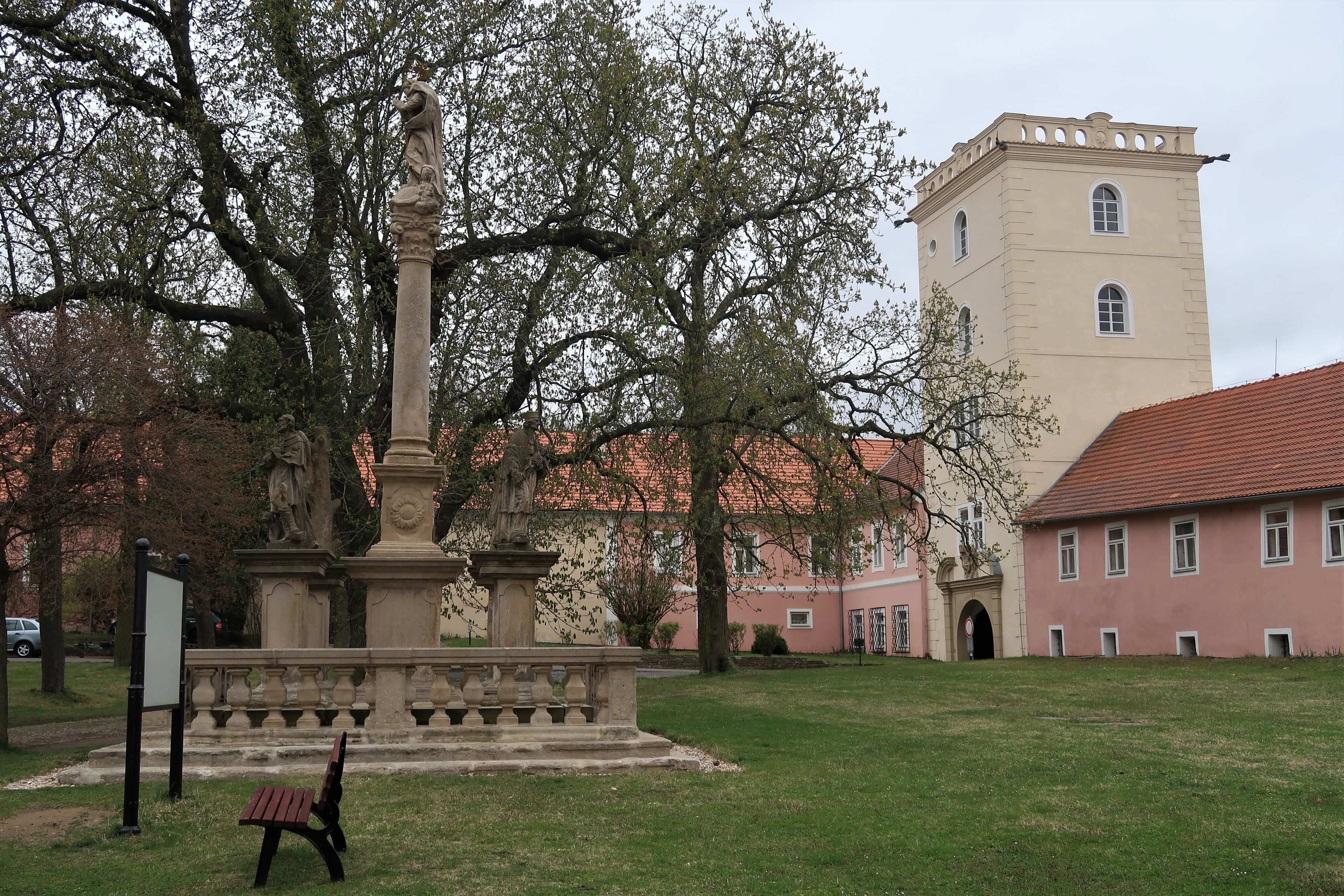
Náměstí s mariánským sloupem a branou do areálu zámku
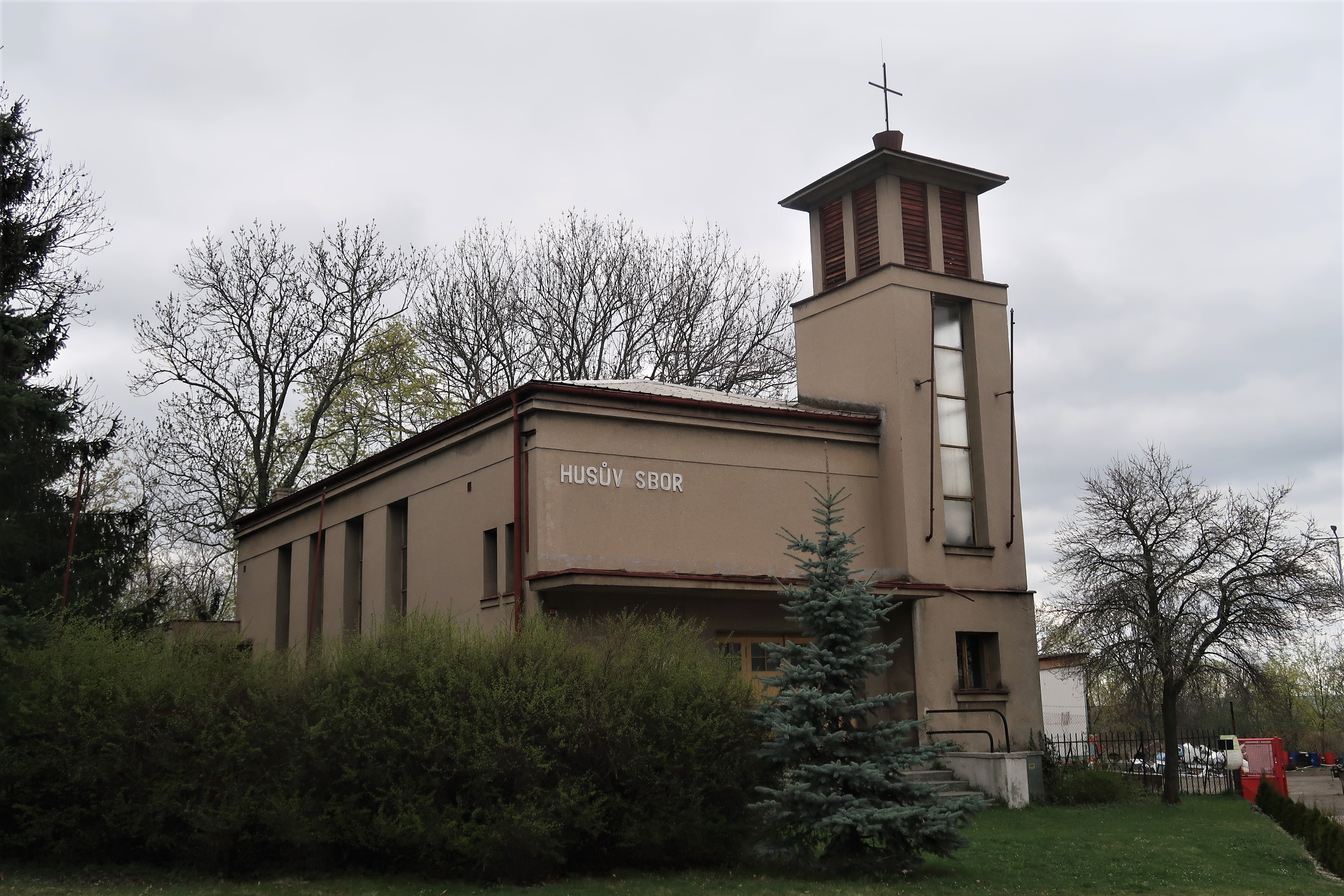
Husův sbor v Riegrově ulici (1936)
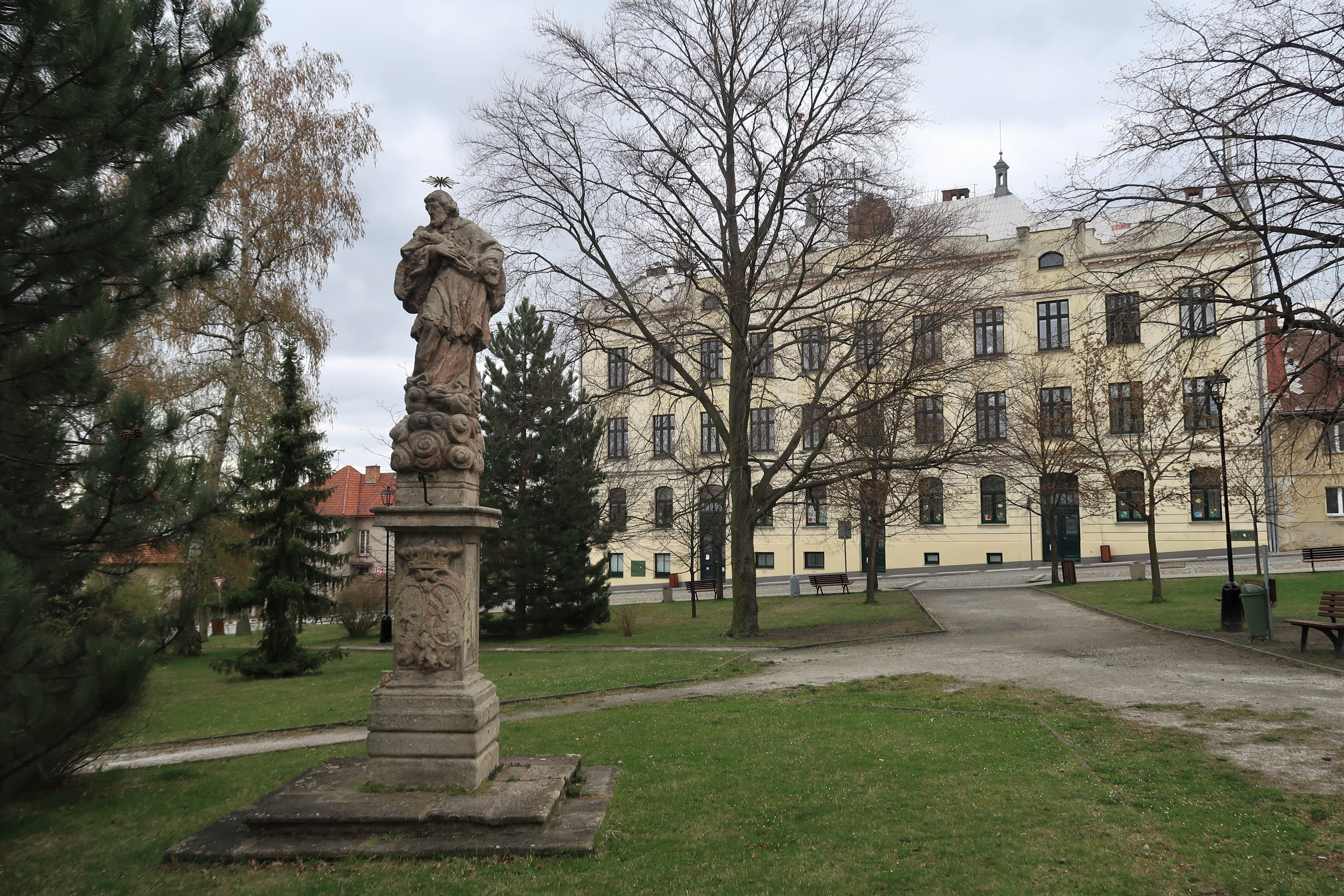
Náměstí se sochou sv. Jana Nepomuckého a základní školou